# Peuple seri
Pour les articles homonymes, voir Seri.
 (mai 2012).
Le peuple Séri ou les Seris sont une tribu vivant dans l'État mexicain de Sonora.

## Description
Le mot approprié pour désigner ces gens est inconnu, mais ses membres s'appellent comcaac (cmiique au singulier). La plupart des membres du groupe parlent couramment la langue seri, cmiique iitom. Leur territoire traditionnel comprend l'île de Tiburón et San Esteban.
Le nombre de personnes appartenant au groupe continue d'augmenter. En 1952, 215 personnes ont été enregistrées ; en 2006, plus de 900 (selon le gouvernement Seri).

## Territoire

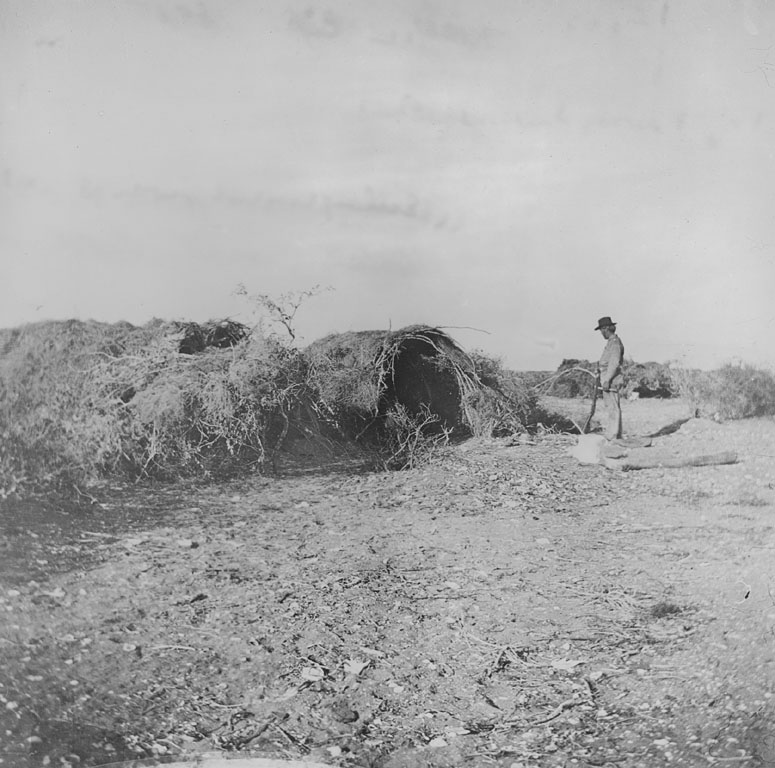
Village Seri abandonné en 1895

Le territoire des Seri, dans l'État de Sonora, couvre une superficie d'environ 211 000 hectares MSNM, et est intégré un continent et à l'île Tiburón, situé dans le golfe de Californie, au large de la côte centrale de l'État.
Les Seri vivent principalement dans les villes d'El Desemboque (Haxöl Iihom 29° 30′ 13″ N, 112° 23′ 43″ O), la municipalité de Pitiquito, et la Punta Chueca (Socaaix, 29° 00′ 54″ N, 112° 09′ 42″ O), la municipalité d'Hermosillo, sur la côte de Sonora. Après les cycles de pêche, l'emplacement de certains individus ou membres de la famille peuvent varier, les lieux de pêche répartis le long des 100 km de la côte littorale.

## Infrastructure
Par le biais d'un chemin de terre au sud, la population de Punta Chueca communique avec la ville de Bahia de Kino. Vers le nord, une route joint Desemboque à la ville de Puerto Libertad. Chaque ville possède des installations scolaires pour les élèves ayant un niveau préscolaire, primaire et secondaire.

## Histoire

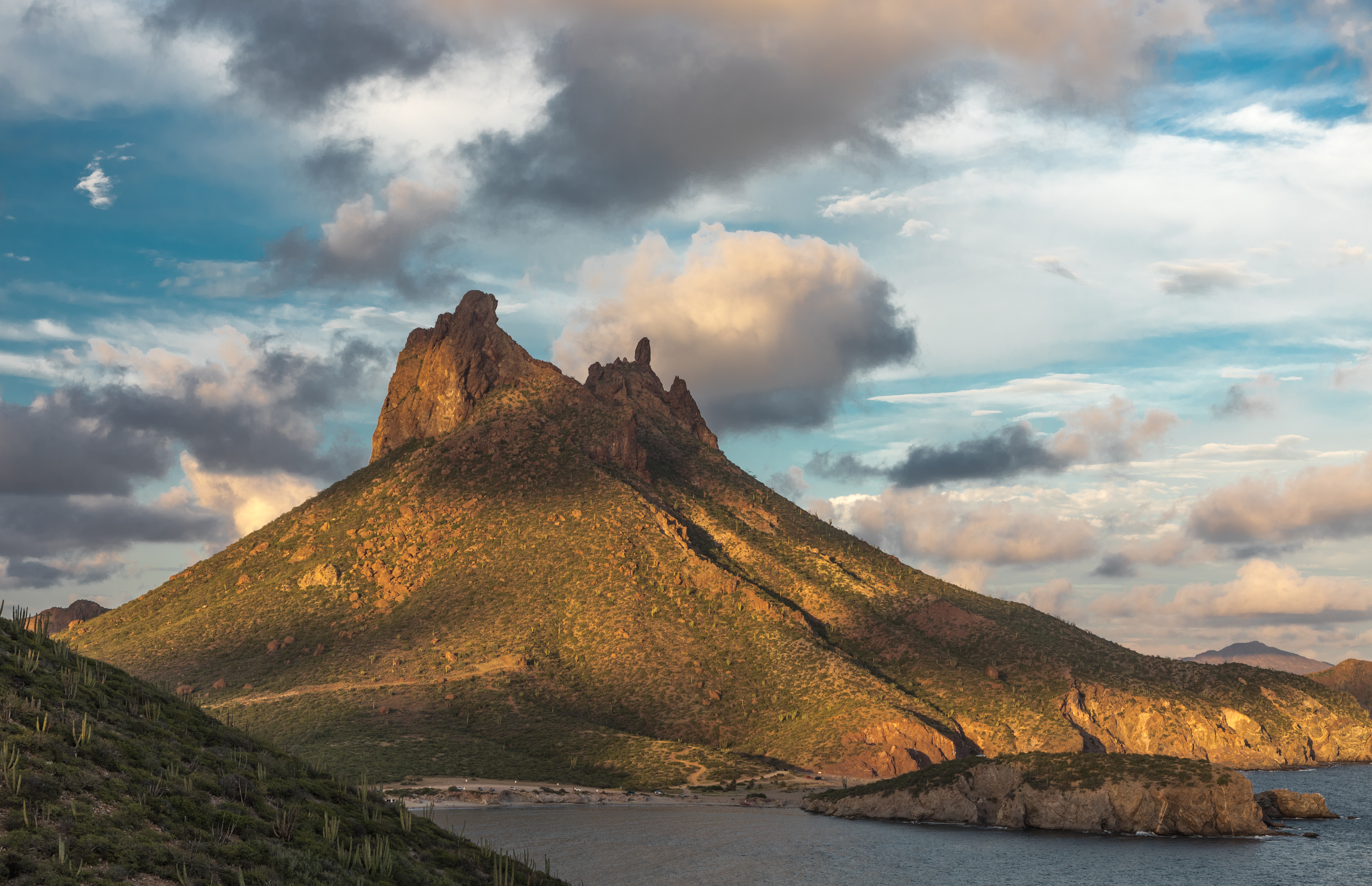
La colline Tetakawi à San Carlos Sonora à Guaymas. Septembre 2018.

À l'époque préhispanique, le territoire Seri s'étendait entre les chaînes de montagnes, le désert de Encinas et le Golfe de Californie. Au sud, le territoire arrivait jusqu'à la rivière Yaqui, au nord jusqu'au désert Altar, à l'est jusqu'à Horcasitas et à l'Ouest il est venu à occuper des îles proches comme Tiburón, San Esteban, Patos et Alcatraz. En étant un peuple nomade, les Seri parcouraient une zone correspondant aux quatorze municipalités actuelles de Sonora. On croit qu'à ce moment-là, le peuple Seri était organisé en six groupes, subdivisés en clans. Au quotidien, il n'y avait pas chef de clan ou de bande, qui étaient nommés seulement dans des moments exceptionnels comme les guerres, ou des moments difficiles de récolte, de chasse et de pêche. Seul l'individu le plus apte était nommé pour tenir une telle fonction. Le rôle de la femme Seri était de se charger de la collecte, ce qui leur assurait un soutien journalier.
Les groupes reconnus par les Seri étaient les suivants :
- xiica hai iic coii (« ceux qui vivent dans le vent »), le groupe 1 qui habitaient une zone (au nord des autres groupes), jouxtant du nord de Puerto Lobos jusqu'à Punta Tepopa au sud, et à l'est elle était délimitée par la rivière San Ignacio. Là, ils étaient aussi connus comme les Tepocas et les Salineros.
- xiica xnaai iicp coii (« ceux qui viennent du sud »), le groupe 2, qui habitait sur la côte entre Bahia de Kino et la colline Tetakawi à Guaymas. Ils étaient connus comme les Tastioteños.
- Tahejöc comcaac (« les gens de l'île Tiburón »), le groupe 3, qui habitaient les côtes nord, orientale et occidentale de l'île Tiburón et la côte continentale en face de celle-ci, ils étaient connus comme les Seri ou les habitants de l'île Tiburón (tiburones), au nord de là où ils étaient les xiica iic xnaai coii.
- heeno comcaac (« les gens du désert »), le groupe 4, qui habitait dans la vallée centrale de l'île Tiburón.
- xnaamotat (« ceux qui venaient du sud »), le groupe 5 qui habitait une petite bande de terre entre les xiica hai COII iic et les Tahejöc Comcaac. Il est possible que ce groupe ait été le groupe de guerriers upanguayma, qui ont fait leur chemin vers le nord.
- xiica Hast ano coii (« ceux qui vivent sur l'île de San Esteban »), le groupe 6, et qui habitaient l'île de San Esteban - aussi appelée Coftéecöl - et la côte sud de l'île Tiburón.

On mentionne également comme hypothèse non vérifiée que les Hant Ihíini comcáac (« les Seri de Basse-Californie »), ou Hast Quita quihíizitam (« ceux qui sont nés à Hast Quita en Basse-Californie »).
Les comcáac étaient l'antithèse de ce que cherchaient les conquérants espagnols : leur territoire n'était pas facilement utilisable, ils n'avaient pas accumulé de richesses, ils ne produisaient pas assez pour faire rendre la conquête satisfaisante et ils n'étaient pas aptes en tant que main-d'œuvre pour cultiver et être utiles, du fait qu'en plus ils ignoraient ces activités. Par conséquent, les Seri ont conservé plus longtemps que d'autres peuples indigènes son autonomie et sa culture. Pendant la période coloniale, les contacts les plus stables se sont faits entre les Seri et les jésuites, qui ont essayé de se concentrer dans les villages pour les évangéliser et leur enseigner les travaux agricoles. Aucun de leurs efforts n'ont eu un grand succès et les comcaac revinrent à la vie dans le désert, et de ce fait ils étaient considérés comme un groupe belliqueux, fait pour le pillage, le vol et le meurtre du bétail des blancs. Premièrement les Espagnols et ensuite les Mexicains ont réagi face aux Comcaac par des politiques d'extermination, ce qui a conduit à l'anéantissement presque total du groupe. Toutefois, les Seri n'ont jamais été officiellement conquis et encore moins évangélisés et pacifiés durant cette époque. Peu à peu ils se sont confinés sur une partie de leur territoire, décimés par leur nombre et contraints d'accepter des échanges pas toujours avantageux avec les colons non indigènes.
Déjà pendant la période de l'indépendance un système d'organisation de bandes s'était démanteler et ils avaient perdu presque toutes leurs possessions sur les terres du continent. Toutefois, ils ont été le plus persécutés au long des deux premiers tiers du XIXe siècle et presque exterminés par les soldats qui étaient des éleveurs mexicains, et qui, par le biais de la nouvelle technologie, pouvaient utiliser les ressources naturelles qui sont restées aux mains des Seri. Certains d'entre eux ont réussi à fuir et à se réfugier sur l'île Tiburón.
La pénurie d'eau et d'animaux pour la chasse, en plus de diverses maladies, ont été les facteurs prédominants pour que les Seri quittent leur refuge sur l'île de Tiburón et qu'ils reviennent à s'aventurer sur le continent, d'abord pour être embauché temporairement par des commerçants de poissons et des éleveurs, puis pour s'installer définitivement. Parmi les causes externes qui ont conduit à leur retour réussi, il y a principalement la crise de 1929, qui a provoqué de grandes migrations d'habitants appauvris vers les villes et les centres agricoles du nord et du nord-est du pays, ce qui a augmenté la consommation de poisson et autres produits marins, moins cher la viande de bœuf. Depuis lors, les Seri ont commencé à avoir comme élément essentiel de leur économie l'échange commercial et l'utilisation de l'argent dans leurs opérations du marché. Avec ceci commence une période au cours de laquelle  se produisent avec une grande vitesse et profondeur des changements structurels de l'organisation et de la culture.
Dès leur retour sur l'île Tiburón les Seri se sont installés le long de la côte, jusqu'à ce qu'en 1936 le président républicain d'alors, le général Lázaro Cárdenas, répondant à leurs demandes de soutien, a fait la promotion de l'organisation en coopératives de pêcheurs, leur a fourni l'équipement nécessaire et les a concentré dans la ville de Bahía de Kino. Cependant, en colonisant toujours plus ce peuple de pêcheurs autochtones, les Seri se sont déplacés à Desemboque, utilisant comme camps occasionnels certains camps intermédiaires. En 1970, ce territoire a été reconnu comme le leur lorsque le président Luis Echeverría leur a donné comme terrain communal une bande côtière de 91 000 ha, ce qui correspond à 0,5 % de la superficie totale de l'État. En 1975, après plusieurs autres décrets, le même président a déclaré le détroit de l'Infiernillo (ou détroit du Petit Enfer) comme étant une zone de pêche exclusive pour les Seri et leur a donné symboliquement comme propriété communale l'île Tiburón, qui a été décrétée en 1963 zone de réserve écologique.

## Langue
La langue des comcaac, cmiique iitom, est une langue isolée, étant donné quelle n'a pas montré avec une évidence suffisante une relation génétique avec n'importe quelle autre langue. Actuellement, la majeure partie de la population est bilingue à un certain niveau.

## Santé
La connaissance est quasi nulle sur le fait qu'il existe des thérapeutes et des techniques traditionnelles chez les Seri. Ils possèdent des connaissances sur quelques plantes qu'ils utilisent (comme la menthe) pour soigner des maladies. En outre, le processus de sédentarisation du groupe a conduit à des changements dans leur alimentation et leurs habitudes de consommation, donnant ainsi naissance à divers problèmes de santé comme le diabète.
Ils se sont presque toujours soignés avec des plantes médicinales.

## Habitat
Dans les villages, les maisons sont pour la plupart des blocs de béton avec un toit en béton ou en amiante, bien qu'il soit encore possible de trouver des maisons en feuilles de carton. Elles sont généralement composées de cuisine, salle à manger, salle de bain et une ou deux chambres. Ce logement a été promu et soutenue par le gouvernement fédéral et étatique entre 1974 et 1984.
Dans les camps de pêche on peut encore trouver des maisons traditionnelles qui sont des paravents en herbe aménagés et avec d'autres matériaux (traditionnellement carapachos de caguama) par-dessus une armature en ocotillo, plié et attaché, qui forment un genre de tunnel. Ils servent à une seule famille et sont adaptés pour une vie nomade. Ce genre de construction est utilisé pour les fêtes traditionnelles.

## Artisanat
L'artisanat consiste actuellement en une sculpture sur bois d'un bâton en fer (Olneya tesota), un toit en panier de la plante haat (Torote ou sangrengrado, Jatropha cuneata) et l'élaboration de colliers (la plupart en os et en coquillages). La sculpture sur bois de fer a été lancé par José Astorga et a commencé à évoluer grâce aux suggestions de plusieurs nord-américains qui l'ont connu. Dans les dernières décennies les revenus du travail avec le bois de fer sont chaque fois moins nombreux à cause de la concurrence qui existe des artistes non indigènes.
Les paniers sont faits principalement dans deux styles : la corita, hasaj (qui est le panier le plus traditionnel) et haat hanoohcö, qui est en forme de marmite. L'élaboration des paniers est une activité pratiquée depuis l'époque préhispanique. Sa production est très laborieuse, parce qu'il requiert un grand investissement de temps allant d'une semaine, s'ils sont petits (20 cm) à un ou deux ans s'ils sont très grands (1,5 m), bien qu'ils ne consacrent jamais plein temps à l'élaboration de ces œuvres d'art. Lorsqu'un de ces grands paniers est terminé, saptim ou sapim, une cérémonie spéciale est célébrée. Les paniers les plus grands sont maintenant conservés dans les musées.
Les colliers, de conceptions variées et créatives sont faits avec des escargots, des coquillages, des vertèbres de vipère à sonnettes et de poisson, de graines et, plus récemment, avec des perles. C'est un travail artisanal qui, comme d'autres, a pris une plus ou moins une constante chez les femmes.
Les poupées Seri sont des objets célèbres pendant l'histoire. Faisant preuve d'une grande créativité imaginative, ils sont réalisés sur des matériaux divers, souvent sur une base d'os. Ils n'ont pratiquement jamais d'indication sur le visage ou les yeux. Certains de ces poupées de maintenant, plus sophistiqués et en général fait pour les touristes, ont des costumes complets avec un style qui est considéré comme typique de la première moitié du XXe siècle. Pour les femmes une jupe longue est ajoutée et un chemisier à manches longues et avec des manchettes.

## Territoire et écologie
Le territoire actuel des comcaac a une superficie totale de 211 000 ha, dont 91 000 ont été donnés comme terrain communal et 120 000 pour la force collective. Par l'extension territoriale dont ils ont été dotés et par le faible nombre de membres de la tribu, les Seri, ainsi que les Lacandons, peuvent être considérés comme les indigènes ayant la plus grande possession de terre du pays. Toutefois, dans le cas des Seri, les conditions écologiques difficiles de leur habitat rendent leur utilisation agricole difficile. De cette façon, les Seri n'ont jamais pratiqué l'agriculture dans toute leur histoire.
En général, la superficie de leur territoire est plat, à l'exception de quelques élévations comme la montagne Seri, sur la côte, et la montagne Kunkaak, sur l'île Tiburón avec 1 218 m. Les sols sont en général peu profonds, dans certaines régions jusqu'à 80 % de pierre, et même s'il y a des zones avec des dunes, celles- ci sont pauvres en azote et en matière organique. Par sa texture, les sols sont terreux et sableux dans les vallées. Grâce à ses caractéristiques perméables elles n'ont pas de rivières, des lacs ou des ruisseaux principaux, à l'exception de la rivière San Ignacio, qui prend naissance dans la montagne voisine et se termine près de Desemboque, mais il est temporel est il a peu de débit. L'île Tiburón est pourvue de cinq trous d'eau qui ne sont pas suffisants pour subvenir aux besoins de toute la population Seri.
Dans cette région, le climat est chaud avec des précipitations de 75 à 200 mm par an ; le type prédominant de climat est très sec ou désertique. Des températures minimes peuvent être enregistrées jusqu'à −8,5 °C entre décembre et février et jusqu'à 49,5 °C entre juin et août. Avec de telles caractéristiques, le développement de l'agriculture a été jusqu'à présent impossible et même le bétail a rencontré des difficultés puisque le taux de pâturage est de 50 à 60 ha par tête de bétail et sans sources ou puits d'eau. Par conséquent, la principale source de l'exploitation de ses ressources reste les quasi 100 km de littoral qu'ils possèdent pour leur usage exclusif.
Malgré l'aridité du désert qu'ils habitent, les Seri profitent de la flore et la faune de cette zone. Ainsi, la pêche et le travail avec le crabe et les nacres rudes, avec la sculpture en bois de fer et l'élaboration de paniers traditionnels et de colliers, ont été les principales sources de revenus pour la famille Seri. La pêche d'autoconsommation se fait toute l'année et est complétée par la chasse et la cueillette d'autres types d'aliments afin d'améliorer le régime alimentaire. Habituellement, les Seri ne sont pas habitués à quitter leur territoire pour rechercher du travail.
L'étude de la connaissance des Seri et de leur environnement physique qui a abouti à la publication de l'ethnobotanique Seri a sensibilisé de nombreuses personnes à comprendre que ce groupe culturel a conservé un grand nombre d'informations, acquises au cours de siècles de coexistence, (maintenant sur le point de se perdre) concernant la faune et la flore.

## Organisation sociale
Grâce aux relations de parenté, les Seri ont réussi à établir des systèmes d'entraide et de distribution des ressources qui assuraient la survie de l'ensemble du groupe. Le mécanisme appelé quiimosim sort du lot; c'est celui qui autorise tout membre de la tribu à demander la nourriture consommée dans n'importe quelle partie de la communauté sans nécessairement avoir reçu une invitation préalable; ou autrement, le canoaa an hant cooit, est le droit de demander du poisson à manger à n'importe quelle équipe qui revient de la mer. De plus, grâce à un système complexe, les biens sont répartis entre les familles.
Grâce à l'intégration des comcaac à la vie nationale, ils se sont vu contraints de nommer un certain nombre d'autorités telles que le Conseil suprême, le commissariat communal, le conseil des biens communaux et une coopérative de pêche.

## Cosmogonie et religion
Les Seri n'ont pas développé de système de festivités religieuses très complexe. Leur interprétation du monde, leurs rituels, leurs fêtes et autres évènements culturels ont un caractère étroitement lié à la nature et les aspects biologiques et sociaux du groupe.
De ce fait, les principaux rites traditionnels sont liés au début de la puberté et à la mort. Leurs chansons et histoires tournent autour de la mer, les animaux et les anciens exploits des héros et des guerriers. N'ayant pas été évangélisés lors de l'époque coloniale, ils ne disposent pas des éléments catholiques présents dans d'autres groupes indigènes.
Dans la zone seri il n'existe aucune église catholique et aucun prêtres de ce culte. Il y a deux temples protestants de l'Église apostolique de la Foi en Jésus-Christ, une église à laquelle appartient un grand nombre de personnes de cette communauté. Pourtant, ils gardent dans leur langue et leurs pratiques culturelles cette nuance culturelle qui les associent directement à la nature.

## Musique
Les Seri ont conservé une grande partie de la musique qui leur est propre, celle qui les distingue de la plupart des autres groupes ethniques du Mexique. La musique instrumentale et la plupart des instruments traditionnels ne sont plus utilisés, mais les chansons sont encore une partie importante de la culture moderne seri[réf. souhaitée].
Il existe plusieurs sortes de chansons[réf. souhaitée], mais elles ne sont pas toutes bien représentées aujourd'hui, et certaines sont plus appropriées pour des apparitions en public. Les plus intéressantes sont chantées dans en cercle privé. Les genres de chansons comprennent :
- icoosyat les chansons des géants,
- iquimooni les chansons de la victoire,
- icooha les chansons de deuil,
- hacáatol cöicoos les chansons du chaman,
- cmaam cöicoos les chansons d'amour à une femme,
- icocooxa les roucoulements,
- xepe án cöicoos y hehe án cöicoos les chansons de la nature,
- icoos icooit les chants pour les danses (qui est le genre le plus répandu lors de divers évènements mais celui le moins représentatif des Seri, étant un emprunt culturel yaqui).

## Fêtes
Leurs principales fêtes restent celles concernant la puberté, la célébration du début de la nouvelle année seri et la fin de l'élaboration d'un panier du type saptim. Autrefois, lorsqu'il y avait encore tortues à sept fils (tortues luth) dans le Golfe, il y avait également une célébration spéciale lorsque l'une d'elles était ramenée vivante sur le terre ferme[réf. souhaitée].
Ils utilisent pour les cérémonies des hochets de fer blanc (ziix haqueenla); les sonnettes en bois sont rarement vus aujourd'hui.

## Relations avec les autres peuples
Les principaux contacts des Seri sont ceux avec les non-indigènes de Puerto Libertad, Bahía de Kino, et Hermosillo, et sont impliqués dans les domaines du commerce et des services. Les relations avec les autres indigènes de Sonora ont été encouragées par les institutions gouvernementales et non gouvernementales qui ont favorisé des conseils politiques et culturels. Ils ont aussi développé de nombreux contacts avec des personnes extérieures à la communauté, à la fois mexicaines et étrangères, dans les domaines de la recherche scientifique, le commerce, l'éducation et les activités de l'église.